# DERO密室遊戲大脫逃
《DERO密室遊戲大脫逃》（日語：密室謎解きバラエティー 脱出ゲームDERO!），直譯：《密室解謎綜藝 脫逃遊戲DERO》，簡稱《脫逃遊戲DERO》是日本日本電視台的綜藝遊戲節目。『DERO』的日文意思為『出去』(出ろ)，節目主旨則是『親身感受像電影一樣的高潮！』，於2009年12月19日至2010年2月6日間每週六下午1點30分至2點(日本時間)播出，並於2010年4月21日起每週三晚間7點至7點56分(日本時間)開始播出到2011年3月9日為止，因東日本大震災而停止播出(因為DERO的遊戲內容會想起東日本大震災時的逃離海嘯)。台灣由國興衛視代理播出，播出時間是於2011年1月22日起每星期六晚間8點。
在2011年7月6日推出後繼節目「TORE全力大挑戰(日語：宝探しアドベンチャー 謎解きバトルTORE!)」，節目的主持人依然為南海candy的山里亮太。该节目有美国版《Exit》，2013年在美国Syfy播出。

## 演出人員

### 管理人
山里亮太（南海candy）
為本節目的主持人、解說員以及管理密室的人，有時會在節目中反駁說自己不是小山，而是管理人。是AKB48的愛好者。
進入黃金時段前：使用肖像系統，表現出各式種各樣的人或角色的臉
進入黃金時段後：一樣使用肖像系統，使用的肖像為戴著寫「管理人」的紙袋。
「管理人」的紙袋顏色由黃色近於褐色變成了金黃色的樣貌

### 節目來賓
包括隊長在內以6至8人編組成為一個團隊，隨機抽取人到密室房間挑戰。其他人可在救援室內討論答案，並且在挑戰者打電話時給予援助。
- 倫敦靴子2號田村亮
- 奧黛麗（若林正恭和春日俊彰）
- 關西傑尼斯8的村上信五（固定）、丸山隆平、澀谷昴、安田章大、橫山裕及錦戶亮
- 以上三組人馬每周輪流當隊長

### 準節目來賓
- 從AKB48 成員中以不定期的方式挑選出1至3人參加節目來賓(有時也會從SKE48、SDN48挑選其中的成員參加)

參加過的成員:
- AKB48:佐藤亞美菜、篠田麻里子、高橋みなみ、小嶋陽菜、宮澤佐江、峯岸みなみ、秋元才加、柏木由紀、指原莉乃、北原里英、板野友美、高城亞樹、倉持明日香、河西智美
- SKE48:松井珠理奈
- SDN48:浦野一美

## 節目內容
挑戰者使用自己的智力與體力，逃出在各式各樣的裝置及陷阱的密室為目標

### 團體挑戰方式
包括隊長在內以6~8人編組成為一個團隊，隨機抽取人到密室房間挑戰，以逃出密室並且獲得獎金為目標，當挑戰者在密室內挑戰時，
其他人則在救援室內討論答案並且在挑戰者打救援電話時給予答案的援助。
- 每一隊挑戰三個房間
- 挑戰者在逃出房間時逃脫的人可以獲得獎金，所以挑戰失敗的人沒有獎金，獎金一人有63萬元，再平分給全部來賓。

### 對抗戰方式
(此模式於2011年6月25日在台灣播出，日本於2011年1月12日開始以每周交替團體戰與對抗戰的方式播出)
以藝人編組(節目&準節目來賓)與開放觀眾參加編組所編成的兩個隊伍互相對抗，編組規則跟團隊挑戰一樣，挑戰兩回合，每一回合逃脫成功的人可以幫隊伍獲得一分，逃脫成功的人每人一分計算，到最後一回合的分數最多的隊伍獲勝。
- 第一回合:在爆彈之間、石像之間、遺跡之間之中隨機挑選房間讓兩組隊伍分別挑選3人進入兩個房間挑戰(規則使用最新規則)。
- 第二回合:直接在棒之間的方式以兩隊挑選三人用3V3的方式挑戰，成功逃脫的人可以獲得每人2分。
- 每一回合逃脫成功的人可以幫隊伍獲得一點，逃脫成功的人每人一點計算，兩回合完成後分數最多的隊伍獲勝，獲勝的隊伍可以獲得隊伍人數獎金(不計個人成功逃脫與否)，輸掉的隊伍則完全沒有獎金。
- 2011年2月16日開始，在第二階段獲勝的隊伍(只限對抗戰)可以進入第三階段，第三階段在天井之間、水之間、壁之間隨機挑戰，成功逃脫全隊就可以再獲得10萬元(日幣)，而在第二階段輸掉的隊伍除了成功脫逃的人之外沒有獎金。

### 棒之間
挑戰者：3-6位
介紹：
挑戰者被房間鎖時成為遊戲（逃脫）開始。
當逃脫開始，鬧鐘響起時，地板將慢慢的縮進去，從牆裡出現180公分的生命之棒，
而挑戰者們必須抓緊站立在生命之棒上。
生命之棒剩餘50公分時，
生命之棒的殘餘量變為橙色，
更加變得短時被亮滅表示「DANGER」（危險）。
規則：
一人各一個問題。
挑戰者之間禁止討論答案，否則當場淘汰。
當影片出來出題時，
在到答對前生命之棒1秒以2厘米的速度縮小，
答對時生命之棒將停止不再縮小，
則從生命之棒掉落者為淘汰。
每人答錯次數不受限。
當挑戰者達到答對問題次數(通常為10題，4人挑戰為9問，黃金時段進入前為7題)時，
地板將會恢復原狀，即逃脫成功，
就會得到剩餘人數的獎金(以幾人「份」為單位)，
而全體掉下即逃脫失敗。
掉落者無獎金可得。
當答不出來時，
挑戰者可使用Pass來通過問題，
全員使用Pass次數為兩次。
而在生命之棒的牆上有三片金屬板在上面，
挑戰者可使用「吸物盤」吸在金屬板上，
使自己保持在生命之棒的平衡。
變遷：2010年6月以後以4至6人挑戰，在進入黃金時段前被稱為『壁之間』。
於2010年9月8日以後以不定期地作為第2舞台。

### 沙之間
挑戰者：1~2位
介紹：被沙鋪滿的密室鎖起來，身體被沙子埋沒的距離為80厘米的狀態開始。
遊戲開始時，身體將以3秒下降1厘米的步調被沙子埋沒。還有20厘米時，量規成為橙色。
規則：
問題為聯想人物猜謎問題，共四題
人物也包含虛構人物(主要漫畫、動畫片的角色等)、物品(如橡皮擦)、生物(如章魚)等。
當挑戰者無答案時，
廣播員將會說出另一個提示，共有六個。
而答錯次數不受限。
若六个提示都给出却仍未答对，则会公布正确答案并切换下一道题。
當挑戰者將問題解決完成即逃脫成功；反之，挑戰者完全被沙子埋沒即逃脫失敗。

### 爆彈之間
挑戰者：2位(舊規則)、3位(新規則)、4位（最新規則）、6位
介紹：兩位挑戰者分別在不同的爆彈密室裡，使用製作單位所提供的「禮物」，挑戰者之間可使用對講機進行對話，在十分鐘之內解除三顆炸彈。
舊規則：
在第一顆及第二顆炸彈裡兩顆各有會有4條不同顏色的線，必須依螢幕上的問題來回答。
在第三顆炸彈裡會有6條不同顏色的線，有三個答案，也必須依螢幕上的問題來回答。
三顆炸彈必須在10分鐘之內全部解除。
如果全部解除，即為逃脫成功，可獲得兩人份獎金。
反之，如果無法全部解除，為逃脫失敗，無法獲得獎金。
新規則：
3位挑戰者在各自房間挑戰，在8分鐘之內將密室中的一顆炸彈回答3個問題解除炸彈，當一位解除答案錯誤，全員逃脫失敗；
當三位解除答案全部正確，即逃脫成功。
最新規則：
4位挑戰者在各自房間挑戰，在10分鐘之內回答3個問題解除炸彈，每人一條不同顏色的線，當剪錯時，個人逃脫失敗，剩餘兩人時剪錯則全員逃脫失敗。
6人版規則：
6位挑戰者在各自房間挑戰，在12分鐘內回答3個問題解除炸彈，每人一條不同顏色的線，當剪錯時，個人逃脫失敗。
對抗戰規則：
3位挑戰者在各自房間挑戰，在8分鐘之內將密室中的一顆炸彈回答3個問題解除炸彈，當一位解除答案錯誤，個人逃脫失敗；剩餘1人時，會出現1題2條電線，剪錯則全員逃脫失敗。
當三位解除答案全部正確，即逃脫成功。

### 石像之間
挑戰者：2~3位
介紹：在狹長通道中躲避在後面追捕的石像，為了避免被石像吃掉必須答對三個問題，打開阻礙道路的牆壁，按下道路盡頭的石像停止按鈕。
規則：問題為和假名有關的問題，根據問題順序有不同的答案要求方式。起初石像會在距離「死亡區域」4公尺的地方開始前進。如果石像距離死亡區域剩下80公分時，即進入「危險區域」，會鳴笛警告，這時挑戰者之中可以選擇一人去按下石像鼻子上的按鈕，按下按鈕的人將被石像吃掉(個人脫逃失敗)，但是石像將會退後到距離死亡區域3公尺處並且停止數秒，以爭取其他挑戰者解題的時間。解開一道謎將會開啟一扇門，石像和危險區域的距離也會增加4公尺。石像前進的速度會根據挑戰者當前解謎狀況加快，第一道門時速度為1秒6釐米，第二道門時為1秒8釐米，第三道門時速度為1秒10釐米。如果解完三道謎題並且按下通路盡頭的停止按鈕，讓石像停止即為脫出成功；讓石像抵達红色死亡區域，所有剩餘的挑戰者都會被石像吃掉，是為脫逃失敗。
第一道門：用給予的平假名拼出一個相反字(さかさ言葉，不論由左讀起或由右讀起都是有意義之詞彙的字詞)，題目會給予左讀是什麼類型的字，右讀是什麼類型的字，還有用到之假名數的相關要求。由於是「讀起」，只要同音，外來語也可以是答案之一
例：左讀是「臉上有的東西」，右讀是「穿在身上的東西」，3個假名的文字。　給予假名：きすたにあぶまび
答案：「にきび」　にきび⇒粉刺　ビキニ⇒比基尼泳裝
第二道門：利用給予的平假名完成一個填字(穴うめクロス)。填入不論上下左右都可讀成有意義文字的假名(通常是2個)，答案的假名可以是無意義之單詞。
例：しょう
　　　↓
ばつ→□□→て
　　　↓
　　　ま　　　　給予假名：いちさんあぐとか
答案：ぐん　　しょうぐん⇒將軍　ぐんま⇒群馬縣　ばつぐん⇒優秀　ぐんて⇒工作手套
第三道門：利用給予的平假名拼出名人名字(有名人名前並べかえ)。要答對3題，並且給予的假名都要用到，其中第3題會要求用其中數個排出名人的名字，再用剩下的假名拼出特定規定的詞彙
例1：給予假名：やしまかあさん
答1：明石家さんま（あかしやさんま）
例2：給予假名：やじまのろあみうきこ
答2：綾小路きみまろ（あやのこうじきみまろ）
例3：給予假名：よいそかつうずじま　用6個假名來排名人的名字，3個假名是一個「家事」的名稱
答3：松井かずよ（まついかずよ）　掃除（そうじ）

### 遺跡之間
介紹：
參加此遊戲的一共是三人，每個人會被帶到分別的房間，進入後會被指引進入一個長2公尺，寬60公分的小型密室中，參加者的腰和雙腳會被綁住，他們會躺在小密室中，遊戲開始前，參加者背後的地面會向左右兩邊開啟。
遊戲開始後，每位參賽者輪流問一題問題，答對即換下一位參賽者，答錯背後的地面便會開啟一個階段（起始開啟約30度，之後每開啟一個階段再打開10度），開啟到一定程度，參賽者便會掉入無底深淵。
此遊戲採積分制，三人需連續答對三題才可得一分，需得三分才算逃脫成功，在這其中，如有一人失敗，便由剩下兩人繼續遊戲，以此類推，直到三人都失敗或是分數累積得三分為止。

### 壁之間
挑戰者:3位
介紹:遊戲一開始將3人綁在牆壁上，裝置啟動時牆壁將從360cm，以每秒2cm慢慢關閉，當挑戰者變成肉餅時則GAME OVER。一開始，三人必須答題，三人必須答案全對(有一人答錯則該題不算)累積3題，則牆壁會暫停關閉，隨機一人到隔壁房間挑戰KEY BOX CHALLENGE。
KEY BOX CHALLENGE:挑戰者在限時30秒內用機械手臂夾取鑰匙，將鑰匙插入鑰匙孔旋轉即可到達安全區域，若未在30秒內完成將被夾成肉醬，插入3支鑰匙即可脫出成功，若未達到3支，則全員失敗。

### 天井之間
挑戰者：2-3位
介紹：挑戰者在被腳鐐限制行動的狀態下開始遊戲。遊戲開始的同時，房間的天花板會從300公分開始下降（每1～2秒下降1公分），挑戰者一開始會看到藏著第一個提示的禮物袋，在天花板下降到底限之前，必須使用房間的物品，解出謎題的答案，並且打開三個鎖住的箱子。另外，挑戰者可以使用房間內的電話求救，但只能使用一次，而且時間只有30秒。前兩個答案代表的物品都藏有能開啟箱子的鑰匙，第三個答案則是一組三～四位數的密碼，可以打開第三個箱子的密碼鎖。每開啟一個箱子就會出現開啟下一個箱子的提示物品，而開啟最後一個箱子（第三個）後會得到一把螺絲起子，使用它拆開房間角落的一塊木板後，會得到一個遙控器，使用遙控器讓天花板暫時停止下降。
- ダクトチャレンジ　DUCT CHALLENGE（中譯：通道逃脫大挑戰）：逃出之前的最後一項挑戰。此時會將旁邊的通道入口打開，挑戰者必須要選擇螢幕旁邊的其中一個按鈕（A或B，3個人挑戰時會多出一個C），裡面有一位挑戰者腳鐐的鑰匙，另外在按下按鈕的同時，天花板下降裝置會再度啟動。解開腳鐐的挑戰者在天花板下降到底限之前，進入一個類似通風管的通道，其中會有假蜘蛛網阻撓其行動，而爬行到最後會遇到一塊塗滿油，而且滑溜溜的玻璃，只要能想出方法將玻璃往上推開，就可以按下停止按鈕，將天花板下降裝置停止，這樣就算是逃脫成功，並且可以獲得賞金。反之如果天花板已經下降到底限，全體就算逃脫失敗。

### 水之間
挑戰者：2-3位
介紹：挑戰者被蒙上眼睛後被帶到深入地底下的房間，在脫逃開始之後立即放水（每五秒約上升水位一公分），在水淹沒整個房間前（到達界限水位，200公分）逃脫。另外，可以使用房間內這支稱為救命電話的手機求救，但只能使用一次，而且時間只有30秒。首先挑戰者必需要打開禮物盒，在水位上升到界限水位前，要使用房間的物品，解出謎題的答案，然後依序打開三個鎖住的箱子。前兩個答案代表的物品都藏有能開啟箱子的鑰匙，而第三個答案則是一組三～四位數密碼，可以打開第三個箱子的密碼鎖。每開啟一個箱子就會出現開啟下一個箱子的提示物品，而開啟最後一個箱子（第三個）時會得到一個遙控器，使用遙控器讓放水暫時停止，接下來就是最終猜謎。
- ラストアンサークイズ　LAST ANSWER QUIZ（中譯：最終猜謎）：逃出之前的最後一項挑戰。挑戰者必須答對3題才算逃出成功，而在答題時則會開始繼續放水，答題次數不限，但只要答錯或Pass的話就會暫停出題30秒，以作為懲罰，結束後才會繼續出題，而此時仍然持續放水。所出的問題全部都是列舉題（例：請講出EXILE的五個成員名稱）。

## 外部連結
- 日本電視台《DERO密室遊戲大脫逃》官方網頁(現在-黃金時段時期)（日語）
- 日本電視台《DERO密室遊戲大脫逃》官方網頁(星期六最熱節目時期)（页面存档备份，存于）（日語）